# Antoni Miączyński
Antoni Miączyński herbu Suchekomnaty (ur. 1691, zm. 1774) – wojewoda podlaski w latach 1771-1774, kasztelan podlaski w latach 1738-1771, starosta łucki w latach 1714-1746, starosta łosicki w latach 1717-1762, pułkownik królewski.
Syn Atanazego Miączyńskiego oraz Heleny Łuszkowskiej.
Rotmistrz chorągwi pancernej, pułkownik JKMci (1727). Po ojcu wskutek cesji ojca został starostą grodowym łuckim. Od 1723 roku do 1762 starosta łosicki, w tym czasie jest również dowódcą chorągwi pancernej. 6 grudnia 1738 zostaje kasztelanem podlaskim, tym samym zostaje senatorem. Jeszcze tego samego dnia zostaje odznaczony Orderem Orła Białego.
Poseł powiatu łuckiego na sejm 1724 roku. Jako poseł na sejm konwokacyjny 1733 roku z pwoiatu łuckiego był członkiem konfederacji generalnej zawiązanej 27 kwietnia 1733 roku na tym sejmie.
Od 1729 roku mąż księżnej Doroty Woronieckiej herbu Korybut (córka Mikołaja Antoniego, kasztelana czernihowskiego, starostę średzkiego, tenutarkę na Krutniowie, ur. 1712, zm. 1785). Poseł oraz senator na sejm.
Potomkowie
- Teresa Miączyńska — żona Michała Aleksandra Ronikiera h. Gryf
- Leon Miączyński (ur. 1730, zm. 1778) starosta inowłodzki
- Stanisław August Miączyński (ur. 1735, zm. NN)
- Józef Miączyński (1743–1793) – starosta łosicki, generał wojsk francuskich
- Aleksander Kajetan Miączyński (ur. 1751, zm. 1801) — generał inspektor, członek Sejmu Czteroletniego,
- Antonina Aniela Miączyńska (ur. 1761, zm. 1813) — żona Józefa Mikołaja ks. Radziwiłła h. Trąby